# Stuart Armstrong
Stuart Armstrong (Inverness, 30 maart 1992) is een Schots voetballer die doorgaans als centrale middenvelder speelt. Hij verruilde Celtic in juli 2018 voor Southampton, dat circa €8.000.000,- voor hem betaalde. Armstrong debuteerde in 2017 in het Schots voetbalelftal.

## Clubcarrière
Armstrong speelde in de jeugd voor Dyce Boys Club, Inverness en Dundee United. Hij debuteerde op 6 november 2010 in het shirt van Dundee United in de Scottish Premier League, tegen Hamilton Academical. In zijn eerste seizoen kwam hij tot twaalf competitieduels. Op 28 december 2011 maakte Armstrong zijn eerste competitiedoelpunt, tegen St. Mirren. In zijn eerste seizoen bij Celtic, waar hij in februari 2015 een contract tekende, speelde Armstrong vijftien competitiewedstrijden (één doelpunt). Hij werd met Celtic landskampioen en won met zijn club het Schotse bekertoernooi.

## Interlandcarrière
Armstrong speelde in diverse Schotse nationale jeugdelftallen. In 2010 debuteerde hij in het Schots voetbalelftal onder 21, waarvoor hij in vier jaar negentien interlands speelde. Armstrong debuteerde op 26 maart 2017 in het Schots voetbalelftal, in een met 1–0 gewonnen WK-kwalificatiewedstrijd tegen Slovenië. Zijn eerste interlanddoelpunt volgde op 1 september 2017. Hij maakte toen de 0–1 in een met 0–3 gewonnen WK-kwalificatiewedstrijd in en tegen Litouwen. Armstrong werd op 7 juni 2024 door bondscoach Steve Clarke opgenomen in de Schotse selectie voor het EK 2024 in Duitsland. Schotland werd in de groepsfase uitgeschakeld na nederlagen tegen Duitsland (5–1) en Hongarije (0–1) en een gelijkspel tegen Zwitserland (1–1). Armstrong kwam enkel in actie tegen Hongarije.

## Erelijst
| Kampioen Scottish Premier League | 4× | 2014/15, 2015/16, 2016/17, 2017/18 |
| Scottish Cup                     | 2× | 2016/17, 2017/18                   |
| Scottish League Cup              | 2× | 2016/17, 2017/18                   |